# وفيات أغسطس 2024
القائمة التالية لأبرز وفيات أغسطس 2024.
يسرد الإدخالات لكل يوم حسب تاريخ الوفاة. يتضمن الإدخال النموذجي المعلومات بالتسلسل التالي:
- الاسم، العمر، دولة الجنسية عند الولادة، دولة الجنسية اللاحقة (إن وجدت)، سبب الشهرة، سبب الوفاة (إن عُرف)، والمصدر.

## وفيات أغسطس
1
- كريغ شكسبير، 60، لاعب ومدرب كرة قدم إنجليزي.[1]
- ليونارد هايفليك، 96، عالم تشريح أمريكي.[2]
- بينا بوتين، 91، ممثلة إيطالية.[3]
- راينر براندت، 88، ممثل ألماني.[4]

2
- طومي كاسيدي، 73، لاعب كرة قدم أيرلندي شمالي (أُعلنت وفاته بهذا اليوم).[5]
- حسن سامي يوسف، 79، أديب وكاتب وروائي فلسطيني سوري.[6]
- إيفيكا مافرنسكي، 58، لاعب ومدرب كرة سلة يوغوسلافي ثُمَّ صربي.[7]

3
- مصطفى موسى، 62، ملاكم جزائري.[8]
- تيوفيلو سيرانو، 74، سياسي إسباني.[9]
- كامل نجمي، 60، إعلامي رياضي سوري.[10]

4
- تيري سنو، 80، رجل أعمال أسترالي.[11]
- ميغيل أنخيل غوميز مارتينيز، 74، مُلحِّن وقائد جوقة موسيقية إسباني.[12]
- تسونج لي، 97، عالم فيزياء أمريكي صيني الأصل.[13]
- خوان رامون مارتينيز، 76، لاعب كرة قدم سلفادوري.[14]
- تشارلز سيفرز، 85، ممثل أمريكي.[15]
- دوين طوماس، 77، لاعب كرة قدم أمريكية أمريكي.[16]

5
- فياتشيسلاف إيفانوف، 86، مُجدِّف سوفيتي ثُمَّ روسي (أُعلنت وفاته بهذا اليوم).[17]
- جيريمي سترونج، 74، كاتب بريطاني.[18]
- محمود بندق، 46، ممثل كوميدي مصري.[19]
- أديليو، 68، لاعب كرة قدم برازيلي.[20]
- إسماعيل بردييف، 70، عالم مسلم روسي.[21]
- جيم دورتي، 65، لاعب كرة قدم اسكتلندي (أُعلنت وفاته بهذا اليوم).[22]
- جورج هيرد، 88، لاعب ومدرب كرة قدم اسكتلندي.[23]
- سيرجيو لوبيز، 83، لاعب كرة قدم برازيلي.[24]

6
- محمود ناصر الحوت، 68، متصوف سوري
- كوني شيومي، 72، ممثلة جنوب إفريقية.[25]
- جاي كانتر، 97، منتج سينمائي أمريكي.[26]
- جيم كيارني، 81، لاعب كرة قدم أمريكية أمريكي.[27]
- بوبي طومسون، 87، لاعب كرة قدم إنجليزي (أُعلنت وفاته بهذا اليوم).[28]
- مايرون إدوارد أولمان، 77، رجل أعمال أمريكي.[29]
- جيمس بيوركن، 90، عالم فيزياء أمريكي (أُعلنت وفاته بهذا اليوم).[30]

7
- باتريس لافونت، 84، مقدم تلفزيوني فرنسي.[31]
- جون ماكبرايد، 80، رائد فضاء وعسكري أمريكي.[32]

8
- بسام شبارو، 81، ناشر ورجل أعمال لبناني.[33]
- بلال الحسن، 85، صحفي وكاتب ومفكر فلسطيني.[34]
- خوسيه فرناندو باوتيستا كوينتيرو، 61، سياسي ودبلوماسي كولومبي.[35]
- إدواردو غونزاليس رويز، 80، لاعب ومدرب كرة قدم إسباني.[36]
- عيسى حياتو، 77، مسؤول رياضي كاميروني.[37]
- زوران بتروفيتش، 72، حكم كرة قدم يوغوسلافي ثُمَّ صربي.[38]
- خورخي رودريغيز، 56، لاعب كرة قدم مكسيكي.[39]
- ألان ليتل، 69، لاعب ومُدرِّب كرة قدم إنجليزي.[40]

9
- كيفن سوليفان، 74، مصارع محترف أمريكي.[41]
- أحمد عمر، 84، من روَّاد صحافة الأطفال مصري.[42]
- تشارلز ر. كروس، 67، كاتب وصحفي موسيقي أمريكي.[43]
- كاسبر كونيغ، 80، أمين متحف ومؤرخ فنون ألماني.[44]
- سوزان وجسيكي، 56، سيدة أعمال أمريكية.[45]

10
- كارلوس خيرمان بيلي، 96، شاعر وكاتب بيروفي.[46]
- جالينا زيبينا، 93، لاعبة قوى سوفيتية ثم روسية.[47]

11
- سمير شمص، 81، ممثل لبناني.[48]
- حسن طراد، 93، عالم شيعي لبناني.[49]

12
- سالم العلي السالم الصباح، 98، سياسي وعسكري كويتي.[50]
- راميرو بلاكوت، 80، لاعب كرة قدم بوليفي.[51]
- أنطونيو ديلفيم نيتو، 96، سياسي ودبلوماسي برازيلي.[52]
- روي غريفز، 77، لاعب كرة قدم إنجليزي (أُعلنت وفاته بهذا اليوم).[53]
- زيد الرفاعي، 87، سياسي ودبلوماسي أردني.[54]
- مارسيو سوزا، 78، روائي وكاتب برازيلي.[55]
- ويلي ليمكي، 77، سياسي ومسؤول رياضي ألماني.[56]

13
- سيد أحمد بلقدروسي، 73، لاعب ومدرب كرة قدم جزائري.[57]
- سيرجيو دوناتي، 91، كاتب سيناريو إيطالي.[58]
- تشارلز هيوز، 91، مدرب كرة قدم إنجليزي.[59]
- مورين مواناواسا، 61، السيدة الأولى لزامبيا (2002 - 2008).[60]
- فرانك سيلفي، 91، لاعب كرة سلة أمريكي.[61]

14
- جورج قرم، 84، خبير اقتصادي ومالي لبناني.[62]

17
- حمودي الحارثي، 88، ممثل عراقي.[63]

18
- ألان ديلون، 88، ممثل فرنسي.

20
- أتسوكو تاناكا، 61، ممثلة ومؤدية أصوات يابانية
- عبد الأكرم السقا، 70، مفكر إسلامي سوري (أُعلنت وفاته بهذا اليوم).[64]

21
- ديدييه بورترا، 86، سياسي فرنسي.[65]
- ديانا، 76، مغنية برازيلية.[66]
- جيمس جونسون دودرستادت، 81، مهندس نووي وأكاديمي أمريكي.[67]
- فرنسيسكو غارسيا، 86، لاعب ومدرب كرة قدم إسباني.[68]
- روبرت ستيرن، 62، فيلسوف بريطاني.[69]
- هانس وينر، 73، لاعب كرة قدم ألماني.[70]
- بريمو زامباريني، 85، ملاكم إيطالي.[71]

22
- بيتر لوندغرين، 59، لاعب ومدرب كرة مضرب سويدي (أُعلنت وفاته بهذا اليوم).[72]
- غلام مرشد، 84، كاتب وصحفي بنغالي.[73]
- مارسيل بارينت، 92، سياسي كندي.[74]
- فاروق القدومي، 93، سياسي ودبلوماسي فلسطيني.[75]
- رودني سميثسون، 80، لاعب كرة قدم إنجليزي (أُعلنت وفاته بهذا اليوم).[76]

23
- ناثان داهلبرغ، 59، دراج نيوزيلندي.[77]
- راسيل مالون، 60، عازف قيثارة أمريكي.[78]
- كريستيان أوبي، 57، لاعب كرة قدم نيجيري.[79]
- كاثرين ريبيرو، 82، مغنية فرنسية.[80]
- شلومو ستيرنبيرغ، 87، عالم رياضيات أمريكي.[81]

24
- وليد الخطيب، 73، داعية وشاعر سوري.[82]
- كريستوف داوم، 70، لاعب ومدرب كرة قدم ألماني.[83]
- سيغفريد لورينز، 78، مغني أوبرا ألماني.[84]

25
- سليم الحص، 94، سياسي وأكاديمي لبناني تولى رئاسة حكومة بلاده عدَّة مرات.[85]

26
- نبيل العربي، 89، سياسي مصري. أمين عام سابق لجامعة الدول العربية.[86]
- زفن غوران إيريكسون، 76، لاعب ومدرب كرة قدم سويدي.[87]
- سايكو سيد، 63، مصارع محترف أمريكي.[88]
- نوجيم ماييغن، 83، ملاكم نيجيري.[89]

27
- محمد أحمد الراشد، 86، داعية إسلامي ومحام وصحفي عراقي.[90]
- ميلتون روبرت كار، 81، سياسي أمريكي (أُعلنت وفاته بهذا اليوم).[91]

28
- مفيد عبد ربه، 67، سياسي وبرلماني فلسطيني.[92]
- إيرينا جليبكو، 34، لاعبة كرة يد أوكرانية.[93]

29
- محمد جابر أبو شجاع، 26، مقاوم فلسطيني.[94]
- أدولفو كاليستو، 80، لاعب ومدرب كرة قدم برتغالي.[95]
- خافيير غوميز-نافارو، 78، سياسي إسباني.[96]

30
- فاتمان سكوب، 56، مغني راب ومذيع أمريكي.[97]

31
- سول بامبا، 39، لاعب كرة قدم فرنسي عاجي.[98]
- ستيفي كاميرون، 80، صحفية كندية.[99]
- مارية دو كارمو ألفيس، 83، سياسية برازيلية.[100]
- سوني كينغ، 79، مصارع محترف أمريكي.[101]

## الوفيات حسب الشهر
- وفيات يناير 2024
- وفيات فبراير 2024
- وفيات مارس 2024
- وفيات أبريل 2024
- وفيات مايو 2024
- وفيات يونيو 2024
- وفيات يوليو 2024
- وفيات أغسطس 2024
- وفيات سبتمبر 2024
- وفيات أكتوبر 2024
- وفيات نوفمبر 2024
- وفيات ديسمبر 2024